# Lieja
Lieja (en francés: Liège, en neerlandés: Luik, pronunciado /lœyk/ⓘ) es una ciudad belga de 192 711 habitantes, situada en la parte francófona del país, cerca de las fronteras con Alemania y Países Bajos. Es la quinta ciudad del país después de Bruselas, Amberes, Gante y Charleroi, y su área metropolitana, de  más de 600 000 habitantes, la tercera después de las de Bruselas y Amberes. Es la tercera ciudad francófona más poblada del país tras Bruselas y Charleroi. Está situada en el valle del río Mosa, cerca del límite oriental de Bélgica con los Países Bajos y Alemania, donde el Mosa se encuentra con el río Ourthe. Está en una antigua zona industrial, la espina dorsal industrial de Valonia. El municipio de Lieja incluye los antiguos poblados de Angleur, Bressoux, Chênée, Glain, Grivegnée, Jupille-sur-Meuse, Rocourt y Wandre.

## Toponimia
Seguramente, el nombre de Lieja tiene el mismo origen que el antiguo nombre de París, Lutecia; la forma alemana de Lieja, Lüttich, sugiere una relación. Lieja y Lutecia viene de Laetica, de Lugus (el dios supremo de la mitología celta), de donde proceden otros nombres, como Lyon.
Es más probable que el origen etimológico sea Leudico, forma expuesta en 718, (del antiguo nombre germánico de leudika, que derivó en Leudi que quiere decir 'pueblo'): 'tierra del pueblo o tierra común'.
La forma más antigua conocida es Luga, que deriva en Lyge, de donde deriva su nombre valón Lîdje, que derivó Liège. El nombre se escribía Liége (con el acento agudo) hasta 1946. El cambio en la ortografía con el acento grave se realizó por ser más conforme a la pronunciación local.
La ciudad es comúnmente llamada "Ciudad ardiente", apelativo que viene del título de una novela de caballería escrita por Henry Carton de Wiart en 1904. Esta novela cuenta el saqueo de la ciudad por las tropas de Carlos el Temerario en 1468.

## Historia

### Prehistoria
Rastros encontrados que se remontan al año 200 000 a. C. muestran que ya había habitantes sobre el lugar donde se emplaza Lieja desde la prehistoria. Probablemente estas ocupaciones fueron discontinuas.

### Antigüedad
Un edificio romano, ocupado durante el segundo y tercer siglo, fue descubierto en el corazón de la ciudad, debajo de los vestigios de la catedral, en la plaza San Lamberto.

### Edad Media
Ocho siglos de historia, en el seno de un Principado Independiente del Imperio germánico, contribuyeron a forjar "el espíritu liejense": orgulloso y tenaz, de buena gana burlón y hondero, caluroso y acogedor.
El destino de Lieja se selló el día en que Lamberto, obispo de Tongeren, fue asesinado allí. Al principio del siglo VIII, Lieja era una pequeña villa situada en la confluencia de un arroyo, el Légia, y de uno de los numerosos brazos del Mosa.
Muy rápidamente, en efecto, los peregrinos se arrojaron a Lieja, lugar del martirio de Lamberto, a tal punto que su sucesor, Huberto, decidió trasladar allí la capital de la diócesis. En consecuencia, la aldea se pobló de numerosos monjes que arrastraron en su estela a comerciantes y artesanos. Los primeros campanarios aparecieron en su cielo. Lieja creció rápidamente y tomó el paso de una ciudad pequeña, verdadera y eclesiástica.
Una pequeña burguesía existía desde la Alta Edad Media. Sin embargo, la fundación de la ciudad como tal data del año 700, tras el asesinato de san Lamberto, obispo de Maastricht. Tras el acontecimiento, el sucesor, san Huberto, trasladó con la aprobación papal la sede del obispado de Maastricht a Lieja. Huberto se convirtió así en el primer obispo de Lieja. Lieja se convirtió así en un importante lugar de peregrinaje y se transformó poco a poco en una prestigiosa y desarrollada ciudad.
Una parte de la dinastía de los merovingios y de carolingios es originaria de Lieja, más probablemente de Jupille o de Herstal. Una estatua de Carlomagno realizada en 1867, se encuentra en el centro de la ciudad. En los nichos del pedestal neo-románico se encuentran seis estatuas que representan los ancestros del emperador, originarios de Lieja: Bega de Cumberland, Pipino de Heristal, Carlos Martel, Bertruda de Vermandois, Pipino de Landen y Pipino el Breve. Los primeros obispos de Lieja son también parientes de los carolingios.

### Principado de Lieja

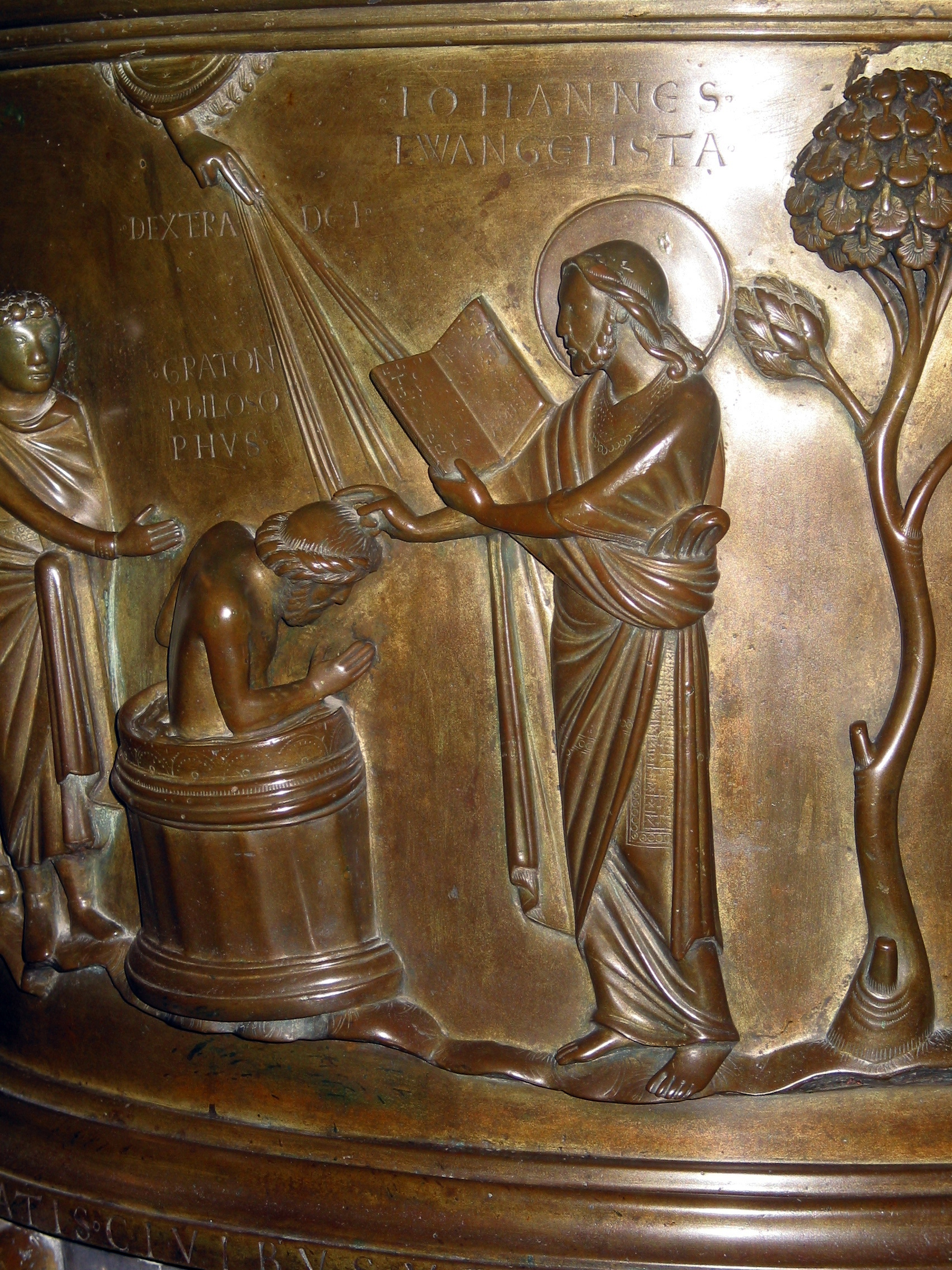
Fuente bautismal de Saint-Barthélemy

Comienza el Principado de Lieja cuando Notker de Lieja fue llamado al trono episcopal de la ciudad por el emperador Otón II en 972. También recibió el privilegio de inmunidad general en 980. El obispo de Lieja fue entonces el dueño único de sus tierras, se hace príncipe-obispo e hizo su dominio un principado eclesiástico. Fue la capital del Principado de Lieja a partir del año 980 hasta 1795 y fue también una de veintitrés Buenas Ciudades.
Lieja se hizo, en el siglo X, la capital de un principado poderoso y episcopal, gracias a la acción de obispos como Éracle, Notger y Wazon. Sus escuelas fueron muy famosas hasta el siglo XII y hasta esa época se construyeron siete colegiatas (Saint-Pierre, Sainte-Croix, Saint-Paul, Saint-Jean, Saint-Denis, Saint-Martin, Saint-Barthélemy) además de la catedral, donde fue enterrado San Lamberto y dos abadías benedictinas, Saint-Jacques y Saint-Laurent. Además muchas iglesias y piezas de orfebrería (Arte Mosano) dan testimonio del poderío de esa época, en particular la pila bautismal de la ciudad, conservada actualmente en Saint-Barthélemy.
Después se convirtió rápidamente en una ciudad industrial, la hulla fue extraída durante mucho tiempo. Jean Curtius fue en esta época uno de los armeros más grandes de Europa.

### La masacre de 1468

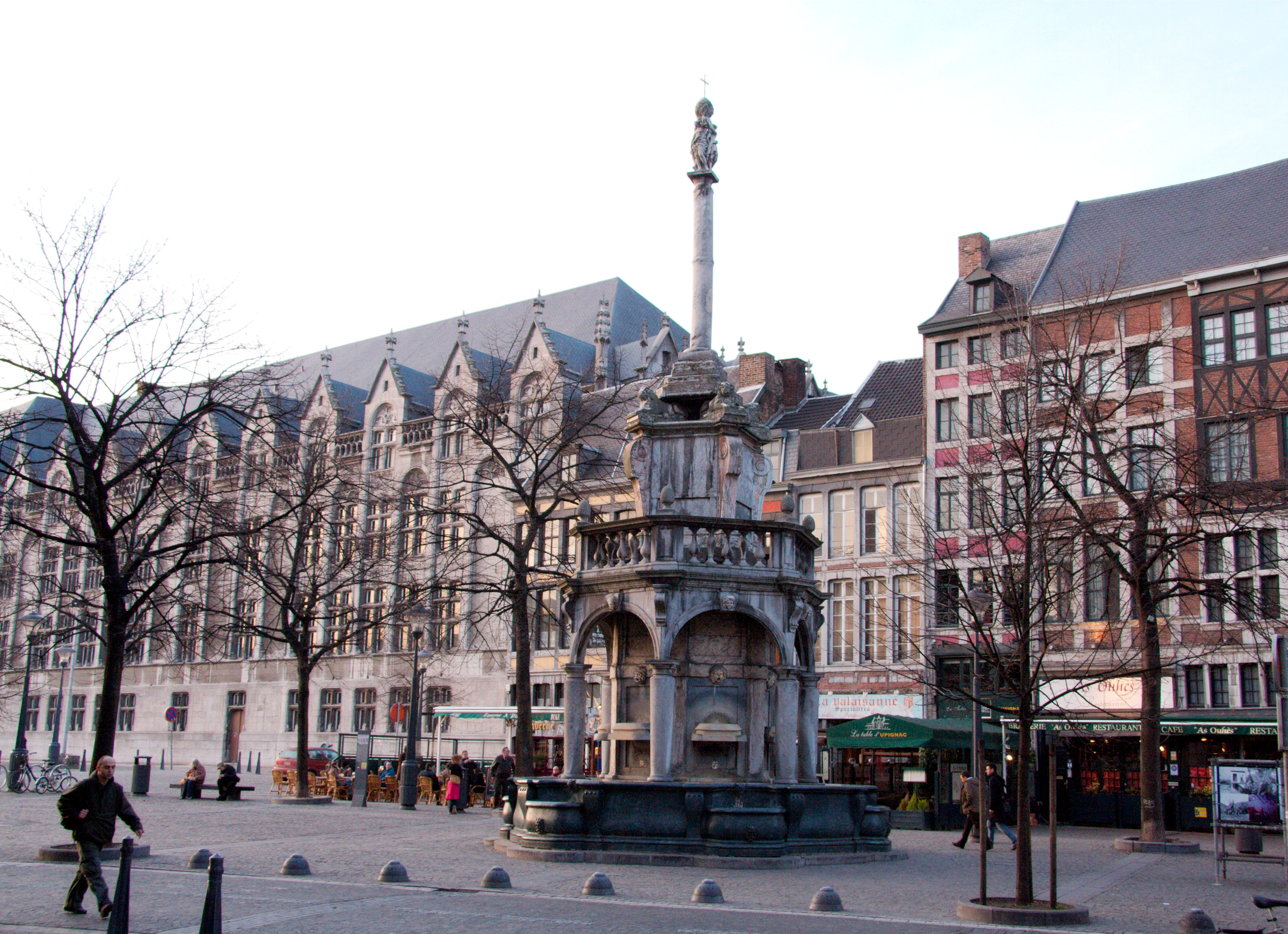
El Perron en la plaza del mercado

Hasta ahora, Lieja ha estado independiente pero el Ducado de Borgoña conquista todos los principados laicos y los territorios eclesiásticos hasta convertir en un solo estado absolutista. Sin embargo en Lieja rechazan al príncipe que Felipe III de Borgoña les impone y se alían a Luis XI de Francia pero pierden en Montenaken y son sometidos a firmar una paz humillante en 1465. Después resisten pero su ejército vuelve a ser batido en Brustem por el hijo de Felipe III, Carlos el Temerario, que suprime el país jurídicamente. Como respuesta a la tentativa de asesinato perpetrada por los 600 de Franchimontois sobre Carlos, cuando este estaba en la montaña de Bueren, la ciudad es pillada y quemada a partir del 3 de noviembre de 1468. Solo algunos monumentos religiosos serán salvados y el "perron", monumento que simboliza las libertades liejenses, fue trasladado a Brujas como humillación. Después de diez años, una vez muerto Carlos el Temerario, dicho monumento le fue devuelto a Lieja.

### De 1468 a 1789

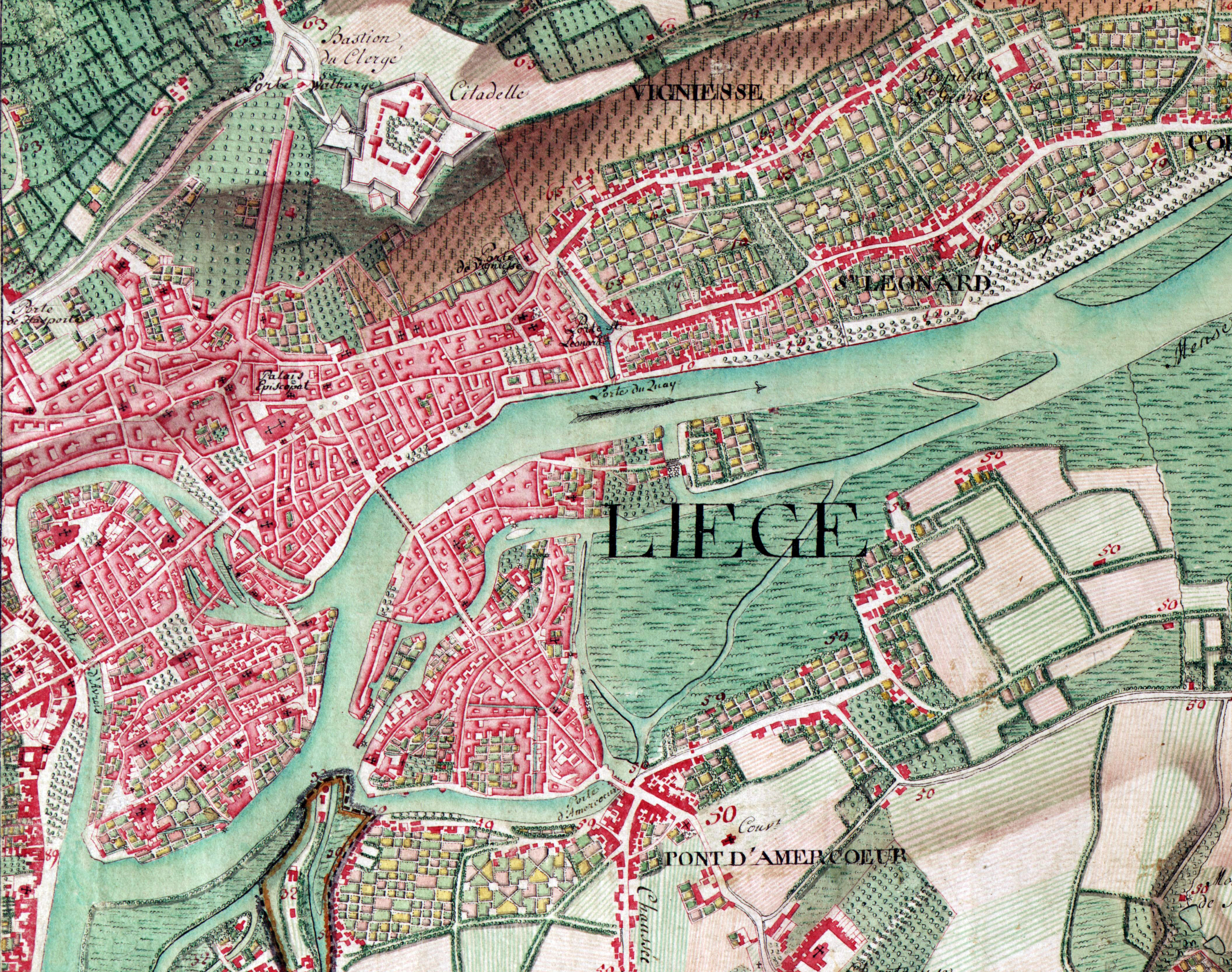
Lieja en 1775

Lieja recobrará el perdón y su independencia relativa, en 1478, como consecuencia de la muerte de Carlos. De esta manera vuelve a ser la capital que verá en siglo XVII), el nacimiento del capitalismo con Jean Curtius y la llegada de la Ilustración en el siglo XVIII bajo el impulso del obispo Francisco-Carlos de Velbrück. La intransigencia de su sucesor, César-Constantino-Francisco de Hoensbroeck dará lugar a la revolución liejana. La existencia del Principado de Lieja termina entre 1789 y 1795.

### Revolución liejense

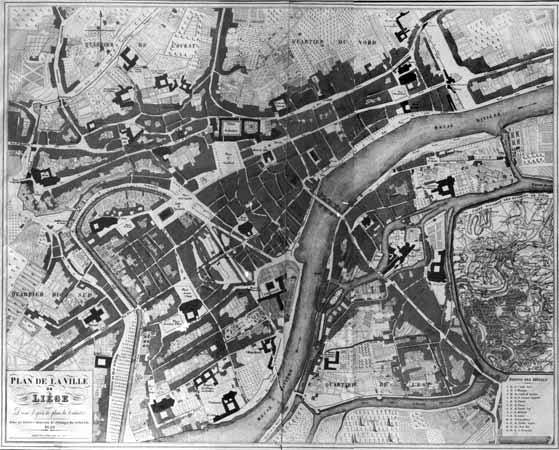
Lieja en 1828

En 1789, la Revolución francesa y la Revolución liejense estallaron simultáneamente. Nicolás Bassenge estaba a la cabeza de los patriotas de Lieja y consigue echar al Príncipe-obispo que encuentra refugio en Tréveris (Alemania). Pero rápidamente este es repuesto en su trono por las tropas austríacas que reocupan el Principado y los Países Bajos de los Habsburgo.
La restauración del príncipe-obispo no es bien aceptada y es por eso por lo que acogen a las tropas francesas de Charles François Dumouriez como libertadores en 1792. El sistema político y social del Antiguo Régimen fue revuelto, por ejemplo, en Lieja se pudo votar por primera vez al sufragio universal. En 1792, usaron estos nuevos derechos para votar masivamente por la reunión de su Principado en Francia. En 1793, se produjo una segunda restauración del Príncipe-obispo después de que los franceses fuesen derrotados en la batalla de Neerwinden.
En junio de 1794, el ejército imperial deja el Principado de Lieja, lo que conlleva al exilio definitivo del último príncipe-obispo, Francisco Antonio María de Méan. En 1795, el Convención Nacional decreta la incorporación del Principado a la República francesa, siendo entonces Chef-lieu del departamento de Ourthe.

### SiglosXIXyXX

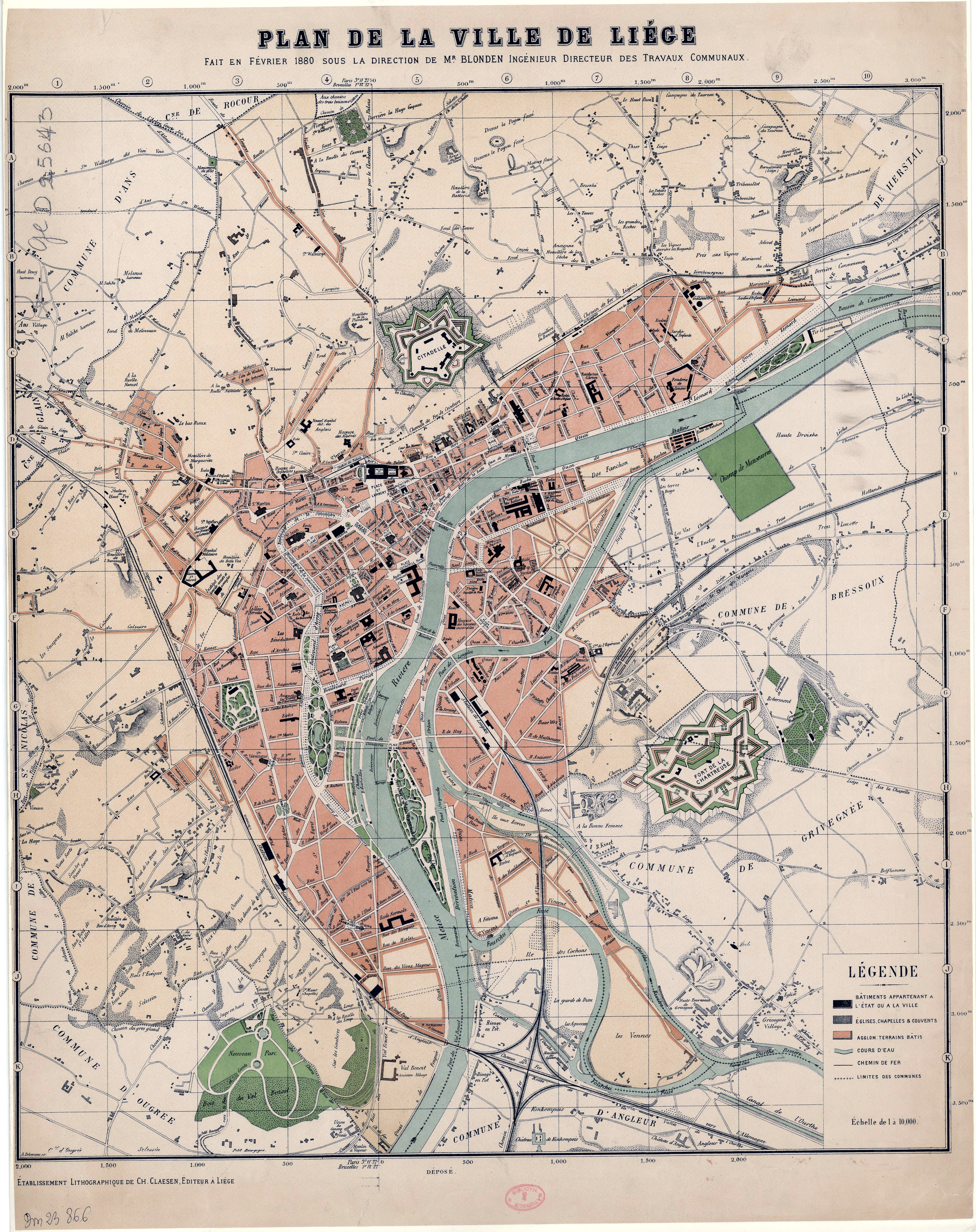
Mapa de Lieja en 1880

El 20 de enero de 1814 las tropas aliadas de la Sexta Coalición, comandadas por el general von Bülow, tomaban la ciudad. En 1815 por el Congreso de Viena. El territorio, como el resto de la futura Bélgica, pasó a estar bajo la tutela del Reino Unido de los Países Bajos, periodo durante el cual se crea la Universidad de Lieja y la Ópera real de Valonia. En 1830, la revolución Belga estalla y Lieja forma parte en lo sucesivo del reino de Bélgica.
Después de ese año, los liejenses dominan la vida política belga, con Charles Rogier que estará a la cabeza del gobierno belga. Lieja se hace la ciudadela del liberalismo radical. Guillermo I de los Países Bajos, Jean-Jacques Dony y sobre todo John Cockerill hacen de Lieja la primera ciudad de Europa en la Revolución industrial. Hacia 1850, el complejo siderúrgico y de construcción metálica de Cockerill en Seraing es el más grande del mundo y Bélgica la segunda potencia económica del mundo solo por detrás del Reino Unido. Con el fin de proteger Lieja de las inundaciones, se construyeron diques en el río Ourthe y en el río Mosa hacia el siglo XIX, para canalizar el agua y crear nuevos bulevares (Avroy y Sauvenière).
La resistencia de los fuertes de Lieja en 1914 le valió a la ciudad la Legión de Honor francesa (primera ciudad extranjera en obtenerla) el 7 de agosto de 1919, la cruz de guerra italiana en 1923, la medalla militar para la valentía del Reino de los Serbios, Croatas y Eslovenos en 1926 y la cruz de guerra belga en 1940. Durante comienzos de siglo se celebraron en la ciudad varias exposiciones: la exposición universal de 1905 para los setenta y cinco años de Bélgica, la exposición internacional de 1930 para el centenario del país (especializada en las ciencias y la industria) y la exposición del agua de 1939 que marca la terminación de los trabajos del Canal Albert que permite unir Lieja al puerto de Amberes.
En 1937, la ciudad de Lieja decide celebrar, cada 14 de julio, la fiesta nacional francesa con el fin de protestar contra la política de neutralidad del país en contra de la Alemania nazi y contra la denuncia del acuerdo militar franco-belga por las autoridades belgas. La fiesta nacional francesa reúne anualmente a más de 30 000 personas.
En 1939 tiene lugar una Exposición Internacional en Lieja, cuyo tema principal era el agua.
Cuando la cuestión real marcha hacia su desenlace (1950), Paul Gruselin, Joseph Merlot y André Renard participan en el proyecto de un Gobierno valón separatista que nace como consecuencia de los graves incidentes de Grâce-Berleur el 31 de julio. Los socialistas liejeses están muy presentes de nuevo en la política belga con Jean-Joseph Merlot en el gobierno de Théo Lefèvre y Paul-Henri Spaak entre 1961 y 1965, pero fuerzan a Merlot a la dimisión en respuesta al voto de las leyes sobre la conservación de la frontera lingüística. Pierre Harmel es uno de los primeros ministros valones del siglo XIX (de 1965 a 1966).
Merlot llegó de nuevo al poder con Gaston Eyskens en 1968 y André Cools (después de la muerte en accidente de tráfico de Merlot) pone las bases del federalismo belga. De 1978 a 1986, la siderurgia liejesa es amenazada de quiebra y provoca una movilización máxima con manifestaciones graves en febrero y marzo de 1982 en Bruselas. Lieja se hace la capital económica de la región valona y el papel de Jean-Maurice Dehousse en la cabeza del primer gobierno valón es decisivo.

## Geografía

### Política
La ciudad de Lieja, cabeza de distrito de la provincia del mismo nombre, tiene la particularidad de estar situada en el punto de encuentro de tres países, ya que está a 25 kilómetros al sur de Maastricht en los Países Bajos y a 40 kilómetros al oeste de Aquisgrán (Aachen) que está en Alemania. Pertenece a una región transfronteriza, la Eurorregión Mosa-Rin, zona de influencia privilegiada que cuenta con unos 3,7 millones de habitantes.
Esta situación tiene una gran tradición, sin mencionar la época romana, esta región transfronteriza constituyó un Estado único desde el período carolingio. Después de 843, en el momento en el que fue desmembrado el Imperio de Carlomagno por el Tratado de Verdún, la región formó parte de la Francia mediana, de modo muy temporal ya que en el año 962, Otón I de Alemania tuvo la grandiosa idea de restaurar la orden cristiana con el Sacro Imperio Romano Germánico.

### Natural

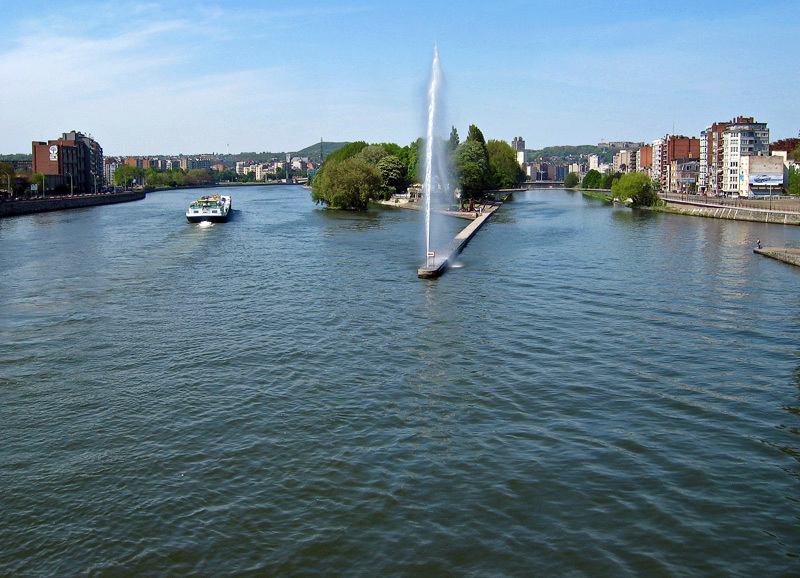
El Mosa en el centro de la ciudad

La ciudad también está situada en una encrucijada de tres zonas geográficas naturales: en el norte se encuentra Hesbaye (160-200 m), una de las principales zonas agrícolas de Bélgica; al este se encuentra al Tierra de Herve (200 a 320 m), un paisaje más ondulado y enarbolado, una región frutal y en el sur se encuentra Condroz (200 a 280 m), en las Ardenas donde está el punto más alto de Bélgica con 694 m, la Signal de Botrange.
El territorio de la ciudad está formado por una parte importante de las llanuras aluviales del río Mosa, que tiene sus meandros en unos 950 km desde la Langres en Francia hasta los Países Bajos, donde se une al río Rin para desembocar en el mar del Norte.
El Mosa atraviesa Lieja en dirección sudoeste/nordeste durante 12 km totalmente canalizados, tiene una derivación artificial y tres canales: el canal de Ourthe, un pequeño canal no navegable y el comienzo del canal Albert inaugurado en 1939.
El puerto autónomo de Lieja goza de una situación privilegiada, donde la ciudad se ve unida por vía de agua a Francia, a Flandes y a los Países Bajos. La actividad del puerto no deja de crecer, con más de 22 millones de toneladas manipuladas en 2004, siendo el segundo puerto fluvial de Europa en cuanto a tonelaje por detrás del puerto de Duisburgo pero por delante del puerto autónomo de París.

## Economía

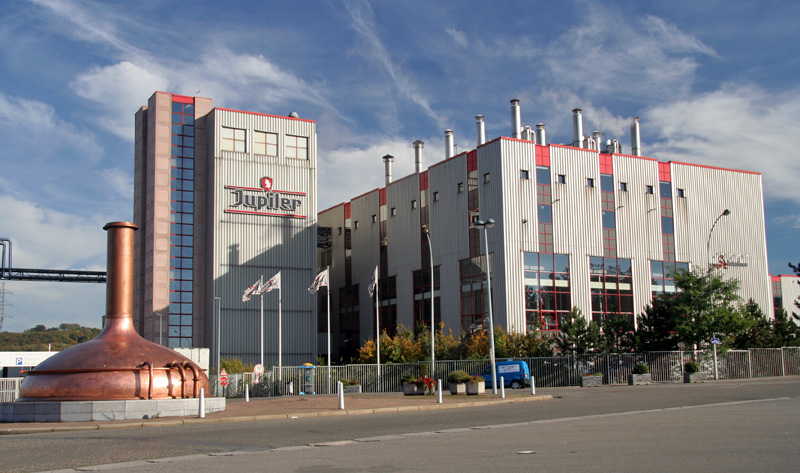
La brasserie Piedbœuf que fabrica la cerveza Jupiler

Es la ciudad más importante de la Región Valona desde el punto de vista económico. Fue durante mucho tiempo una gran ciudad industrial pero desde los años 1960, sufre una decadencia después de que sus fábricas se volviesen anticuadas. Hoy es conocida, sin embargo, como el Palo Alto de Europa, pues es donde se da la mayor concentración de industrias digitales, tecnológicas y de servicios orientados a Internet.
Posee un gran número de empresas de se dedican a la alta tecnología como Techspace Aero, que fabrica piezas para el Airbus A380 o para el cohete Ariane 5. También destacan Amós que fabrica componentes ópticos de telescopios y Drytec, fabricante de secaderos de aire comprimido. Además Lieja posee numerosas sociedades de electrónica como EVS, líder mundial de los ralentíes televisivos en tiempo real, Gillam, AnB, Balteau, IP Trade o Dinh Telecom.
Otras empresas destacadas son el todavía líder mundial de armamento ligero, el FN Herstal, la empresa de cervezas, Jupiler, la empresa de chocolate Galler o las de aguas y gaseosas, Spa y Chaudfontaine. La Universidad de Lieja también tiene numerosos recintos y cerca de ella se encuentran empresas de alta tecnología como EVS.

## Demografía
El 1 de enero de 2018 el municipio de Lieja tenía una población total de 197 355 habitantes. El conglomerado tiene alrededor de 750 000 habitantes y cubre alrededor de 265 km². Reagrupa las antiguas comunidades de: Angleur, Bressoux, Chênée, Glain, Grivegnée, Jupille, Liège, Rocourt, Wandre (también el barrio de Sclessin de la antigua comunidad de Ougrée y algunas calles de Ans, San Nicolás y Vottem). Estas comunidades fueron integradas en 1977 a la ciudad de Lieja, siguiendo la política de fusión de comunidades. Este territorio cubre alrededor de 69 km², con una densidad de población de 2755 habitantes/km². El total para la provincia se eleva a 1 053 722 habitantes sobre un territorio de 3862 km².
Las comunidades de Seraing, Saint Nicolas, Ans, Herstal, Beyne-Heusay, Fléron, Chaudfontaine, Esneux y Flémalle forman parte de esta aglomeración urbana. La aglomeración liejense, que contrariamente a la aglomeración urbana, puede comprender zonas rurales, cuenta con cerca de 600 000 habitantes. La débil densidad de esta población tiene como resultado un gran número de espacios sin urbanizar próximos al centro de la ciudad y que son de tres tipos: las laderas, las zonas industriales (incluido las antiguas zonas de explotación del carbón) y los grandes espacios forestales al sur de la aglomeración urbana (Sart-Tilman). Una comparación con otras comunidades belgas es posible dentro de la lista de comunidades belgas más pobladas.

### Evolución de la población
| Año        | 1803   | 1806   | 1820   | 1846   | 1865    | 1880    | 1900    | 1910    | 1920    | 1961    | 1976    | 1997    | 2002    | 2007    |
| Habitantes | 45 496 | 46 983 | 49 962 | 75 961 | 105 903 | 123 131 | 157 760 | 167 521 | 163 298 | 153 240 | 135 347 | 189 510 | 184 259 | 190 048 |

En 1977, la comunidad de Lieja se fusionó con otras comunidades para formar una nueva entidad. En la tabla superior se muestra el reparto de la población entre las distintas comunidades. Los principales barrios que constituyen el centro de Lieja son: Amercoeur, Avroy, Burenville, Le Carré, Cointe, Coronmeuse, Outremeuse, Pierreuse, Saint-Gilles, Saint-Laurent, Saint-Léonard, Sainte-Marguerite, Sainte-Walburge, Sclessin, Thier-à-Liège y Vennes.

### Evolución
Todos los datos históricos relativos al actual municipio, el siguiente gráfico refleja su evolución demográfica, incluyendo municipios después de efectuada la fusión el 1 de enero de 1977.
| Gráfica de evolución demográfica de Lieja entre 1846 y 2019 |
|                                                             |

## Educación
|  | Universidad          | Fundación | Acrónimo | Tipo                                                                         |
|  | -------------------- | --------- | -------- | ---------------------------------------------------------------------------- |
|  | Universidad de Lieja | 1817      | ULg      | Universidad pública de la Comunidad Francesa de Bélgica, de habla francófona |

Lieja es un centro importante de enseñanza siendo más de 93.000 jóvenes los que estudian en esta ciudad que tiene como principales centros, la Universidad, dos redes de enseñanza (laica y católica), enseñanza técnica y profesional, la academia de Bellas Artes, el conservatorio real de música que ofrecen un amplio abanico de posibilidades.
En los últimos años; Lieja se ha convertido en un destino popular para los estudiantes extranjeros en el programa Erasmus, debido a su ambiente universitario y su ubicación geográfica favorecida.
Sin contar la Universidad, las instituciones más grandes son:
- La Alta Escuela de la provincia de Lieja con alrededor de 8000 estudiantes.
- La Alta Escuela Hemes con 3500 estudiantes.
- La Alta Escuela de la ciudad de Lieja con 2200 estudiantes.
- El Conservatorio Real de Música.

## Transportes
|  | Aeropuerto          | Código IATA | Código OACI |
|  | ------------------- | ----------- | ----------- |
|  | Aeropuerto de Lieja | LGG         | EBLG        |

Posee numerosas ventajas logísticas que le dan a la ciudad un puesto importante en Europa en el sector de los transportes. Destacan:
- El puerto autónomo de Lieja, el segundo puerto fluvial europeo.
- La estación de Liège-Guillemins y las nuevas líneas TAV de Bruselas hacia Lieja LGV 2 y de Lieja hacia la frontera alemana LGV 3.La estación de Liège-Guillemins

La estación de Liège-Guillemins

- Una red de autopistas sin peaje muy importante de siete ramas (E40, E42, E25, E313).
- Desde aquí también se puede llegar fácilmente al aeropuerto de Bruselas Sur y al aeropuerto de Bruselas-Zaventem que se encuentran a unos 95 kilómetros, pero todavía más cerca está el aeropuerto de Maastricht Aquisgrán, a solo 40 km.
- También posee una red de autobuses de la compañía TEC Liège-Verviers, que cubre todo el centro de la ciudad y la aglomeración. La compañía TEC también explota una línea de tranvía en Lieja, inaugurada el 28 de abril de 2025.[8]

## Cultura

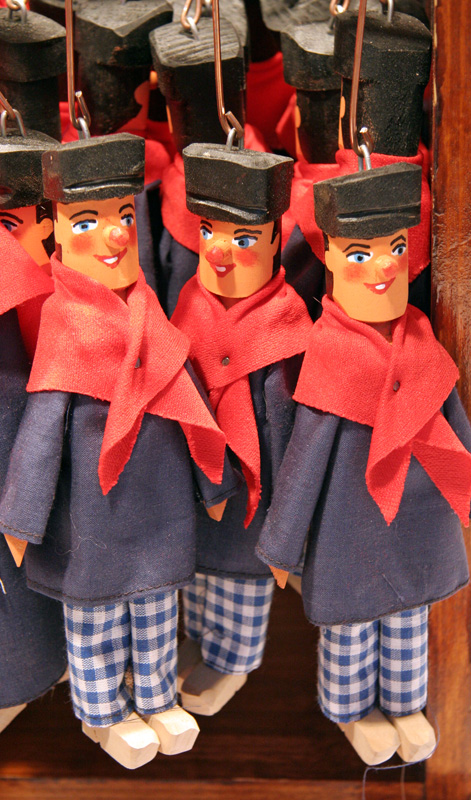
Marionetas tradicionales de Lieja

Lieja fue el centro del arte Mosano en los siglos X, XI y XII con sus escuelas que desarrollaron técnicas en paralelo con las obras de arte como la pila bautismal de Saint-Barthélemy. En el siglo XIII nace con Juliana de Cornillon (1191-1258), una fuerte espiritualidad con el origen de los beaterios, que atrajeron a Francisco de Asís.
En el siglo XVI, Érard de La Marck hizo reconstruir un nuevo Palacio de los Príncipes-Obispos, Ernesto de Baviera, muy informado sobre las búsquedas astronómicas de su tiempo, abasteció a Johannes Kepler de un astrolabio perfecto, René de Sluze fue el centro de las búsquedas matemáticas del siglo XVII.
En la universidad, fundada después de 1830, estudiaron Marcel Florkin y Zénon Bacq. Jean d'Outremeuse versiona la leyenda de los cuatro hijos de Aymon, Jean Leben inscribe a Lieja en la literatura francesa de la Edad Media y Jorge Simenon, Stanislas-André Steeman y Alexis Curvers en la actual.
También se encuentran tres de las instituciones culturales más importantes del país como son la Ópera real de Valonia, la Orquesta filarmónica de Lieja y de la comunidad francesa y el Teatro de la Plaza además de un centro de producción de radio y televisión, muchas instituciones culturales, cuatro centros culturales, el más importante complejo cinematográfico de la región del Mosa-Rin y museos de prestigio internacional.

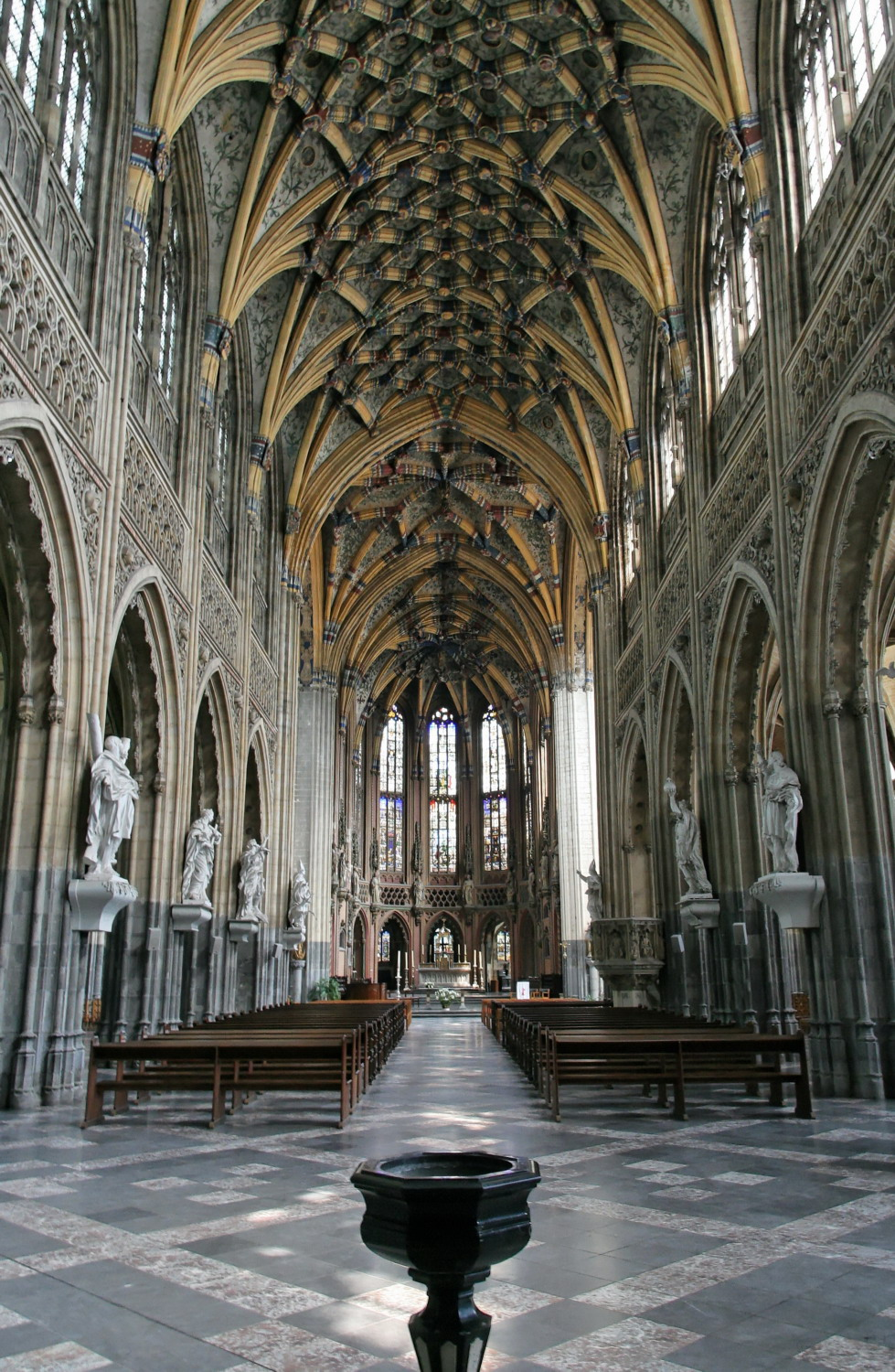
Interior Iglesia Saint-Jacques

| Fecha                            | Nombre en español                              | Nombre local                                  | Notas         |
| -------------------------------- | ---------------------------------------------- | --------------------------------------------- | ------------- |
| 3.ª semana de marzo              | Saint-Torè                                     | Saint-Torè                                    |               |
| El miércoles de Saint-Torè       | 4 horas patinetas                              | 4 heures trottinettes                         | [ 11 ]        |
| Abril                            | Festival internacional de películas policiacas | Festival international du film policier       | [ 12 ]        |
| Mayo                             | Festival internacional "Jazz à Liège"          | Festival international "Jazz à Liège"         | [ 13 ]        |
| Junio                            | Festival animado                               | Festival de la BD                             |               |
| Julio                            | Festival de música electro-rock Les Ardentes   | Festival de musique électro-rock Les Ardentes | [ 14 ]        |
| Julio                            | Pueblo galo                                    | Village gaulois                               | [ 15 ]        |
| 14 de julio                      | Fiestas del 14 de julio                        | Fête du 14 juillet                            | [ 16 ]        |
| 15 de agosto                     | Fiestas del 15 de agosto en Outremeuse         | Fêtes du 15 août en Outremeuse                | [ 17 ]        |
| Septiembre                       | Reencuentros                                   | Retrouvailles                                 | [ 18 ]        |
| Septiembre                       | El desfile de ciudad 2008                      | La City Parade 2008                           | [ 19 ]        |
| Primer sábado de octubre         | La Nocturna de las laderas de la ciudadela     | La Nocturne des Coteaux de la citadelle       | [ 20 ]        |
| Primer domingo de octubre        | El Jogging de Lieja, 10 km                     | Le Jogging de Liège, 10 km                    | [ 21 ]        |
| Octubre y noviembre              | La feria de octubre                            | La Foire d'Octobre                            | [ 22 ]        |
| 1.ª semana de diciembre          | San Nicolás de los estudiantes                 | Saint-Nicolas des étudiants                   |               |
| Diciembre                        | El Village de Noël                             | Le Village de Noël                            | [ 23 ] [ 24 ] |
| Todos los domingos por la mañana | Mercado de la Batte                            | Marché de la Batte                            | [ 25 ]        |

## Recorrido de turismo religioso en el Distrito de la Catedral de Lieja
El Distrito de la Catedral de Lieja es un destino ideal para el turismo religioso. El recorrido incluye la Catedral Colegiata de San Pablo, un museo en un claustro recientemente renovado, la iglesia de la Abadía Benedictina de St. James y la iglesia románica de San Bartolomé. 
Catedral Colegiata de San Pablo:
- Alberga vitrales del siglo XVI, una imagen barroca de Cristo en mármol blanco y muebles del siglo XIX.
- El museo del claustro ofrece una mirada a la historia de la catedral y del arte religioso.

Iglesia de la Abadía Benedictina de Saint-Jacques:
- Construida en estilo gótico extravagante, con un interior "exuberante".
- Cuenta con un órgano de 1600 tubos y singulares vitrales.

Iglesia de San Bartolomé:
- Hermosa iglesia románica de dos torres.
- Alberga la pila bautismal del escultor atribuida Renier de Huy, una obra maestra del arte mosano.
- La pila bautismal, considerada una de las siete maravillas artísticas de Bélgica, data del siglo XII y está decorada con escenas bautismales bíblicas.

Otros lugares de interés:
- Basílica de San Martín: Iglesia gótica del siglo XVI con un interior barroco.
- Convento de los Dominicos: Convento del siglo XIII con una iglesia gótica y un claustro.
- Museo del Tesoro de la Catedral: Exhibe una colección de objetos religiosos, incluyendo orfebrería, textiles y manuscritos.
- Catedral Notre-Dame-et-Saint-Lambert (destruida)
- Colegiata Sainte-Croix
- Colegiata Saint-Denis
- Abadía de la Paix-Notre-Dame
- Iglesia du Saint-Sacrement
- Iglesia Notre-Dame del Sagrado Corazón
- Iglesia du Grand Séminaire
- Iglesia Sainte-Catherine
- Iglesia Saint-Chistophe
- Iglesia Saint-Gérard
- Iglesia Saint-Gilles
- Iglesia Saint-Nicolas
- Iglesia Saint-Pholien
- Iglesia Saint-Remacle
- Iglesia Saint-Servais
- Iglesia Sainte-Véronique
- Iglesia Saint-Vincent
- Capilla Niñas de la Cruz
- Capilla Saint-Augustin (o de Baviera)
- Sinagoga de Lieja
- Cementerio de Robermont

### Patrimonio civil

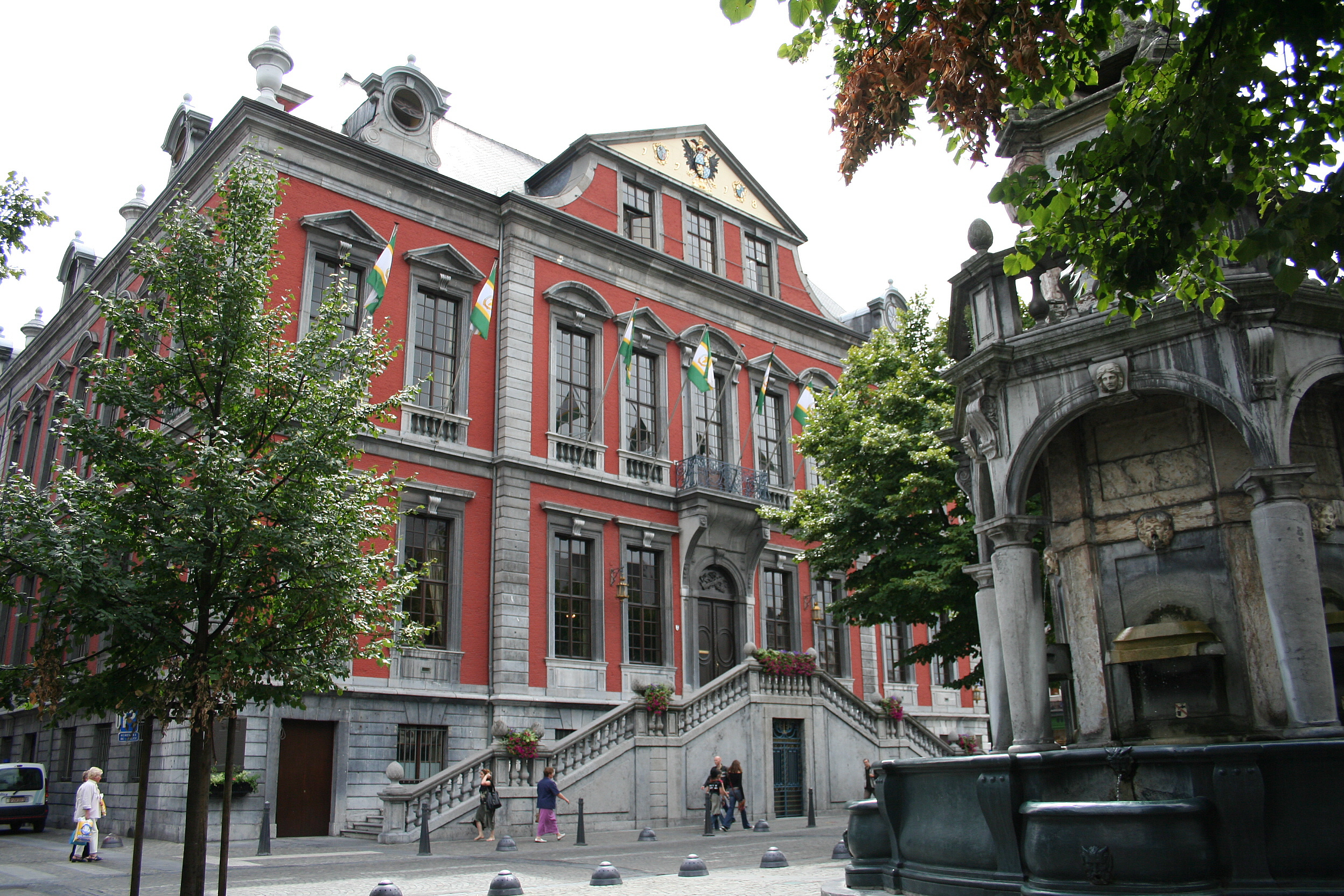
La Violette, el Ayuntamiento

- Palacio de los Príncipes-Obispos de Lieja
- Casa de Curtius
- Ayuntamiento de Lieja ("La Violette")
- "El Perron"
- Ubicación classificada de los "coteaux de la citadelle"
- Montaña de Bueren
- Estación de Liège-Guillemins, obra de arte del arquitecto español Santiago Calatrava
- Ópera Real de Valonia
- Filarmónica de Lieja
- Universidad, ubicación del centro y Aquarium Museum
- Antiguo correos de Lieja
- Antiguo mercado de Lieja
- Vieja abadía Saint-Laurent
- Vieja iglesia Saint-André
- Vieja iglesia Saint-Antoine (y el convento de los hermanos menores)
- Estatua "Li Tore"

### Museos

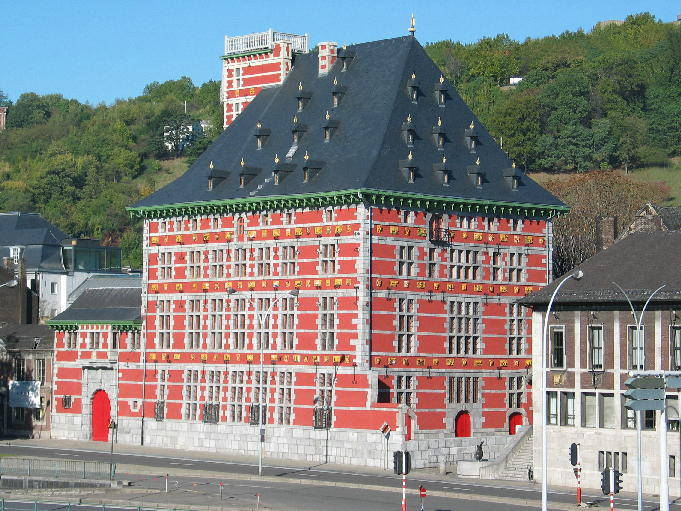
Museo Curtius

Uno de los museos más destacados de la ciudad es el Museo Curtius o Casa Curtius que es un museo de arqueología. El palacio en el que está ubicado es de estilo renacentista, construido entre 1600 y 1610 por Jean Curtius, industrial, adinerado liejano y también tesorero y abastecedor de los ejércitos del rey de España en los Países Bajos españoles, más conocido bajo el apellido latinizado de Curtius y a quien Lieja debió su industrialización en el siglo XVII.
Además de este museo destacan el Museo de armas, el Museo de arte religioso y arte mosano, el Museo de Ansembourg, el Archéoforum, el Tesoro de la catedral, el Museo de arte moderno y arte contemporáneo, el Museo de arte valón, el Museo de la Vida Valona (Cour des Mineurs), el Acuario y museo de zoología, la Casa de la ciencia, la Casa de la metalurgia, el Museo Grétry, el Museo Tchantchès y el Museo de los transportes.

### Cinematografía
Las figuras más relevantes son sin duda alguna los hermanos Dardenne, realizadores que han ganado en dos ocasiones la Palma de Oro en el Festival de Cannes por sus películas Rosetta (1999) y El niño (2005). También destacan las actrices Berthe Bovy, Marie Gillain, ganadora en 1995 del Oso de Oro en el Festival Internacional de Cine de Berlín por la película L'appât, y el actor Bouli Lanners. También es destacable la instalación en la ciudad de un estudio de producción de películas, el Wallonie Image Production (WIP).

### Gastronomía

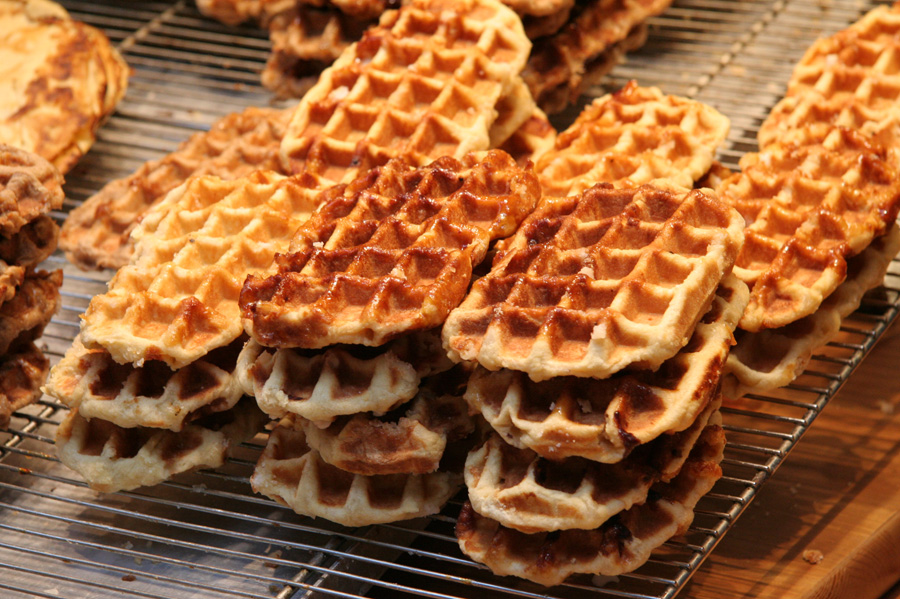
Gofre de Lieja

Quizá la comida más característica sea el gofre de Lieja que se elabora fresco, a partir de las gofreras en pequeñas tiendas y que también es posible comprarlo precocinado en los supermercados. Es mucho más pequeño, dulce y denso que los gofres belgas y posee una característica que lo distingue: una capa de caramelo líquido que lo recubre, resultado de una adición en el último minuto a la masa de un sirope, dándole un sabor distintivo. La mayoría se sirven sin ningún acompañamiento, aunque es posible darles sabor con vainilla o canela y a veces se aderezan con frutas, cremas, y chocolate.
También son característicos la bouquette (una crepe), el peket (un tipo de ginebra), la jupiler (cerveza), el queso de Herve, el sirope de Lieja, la ensalada liejense, el conejo a la liejense y el mazapán.

## Deporte

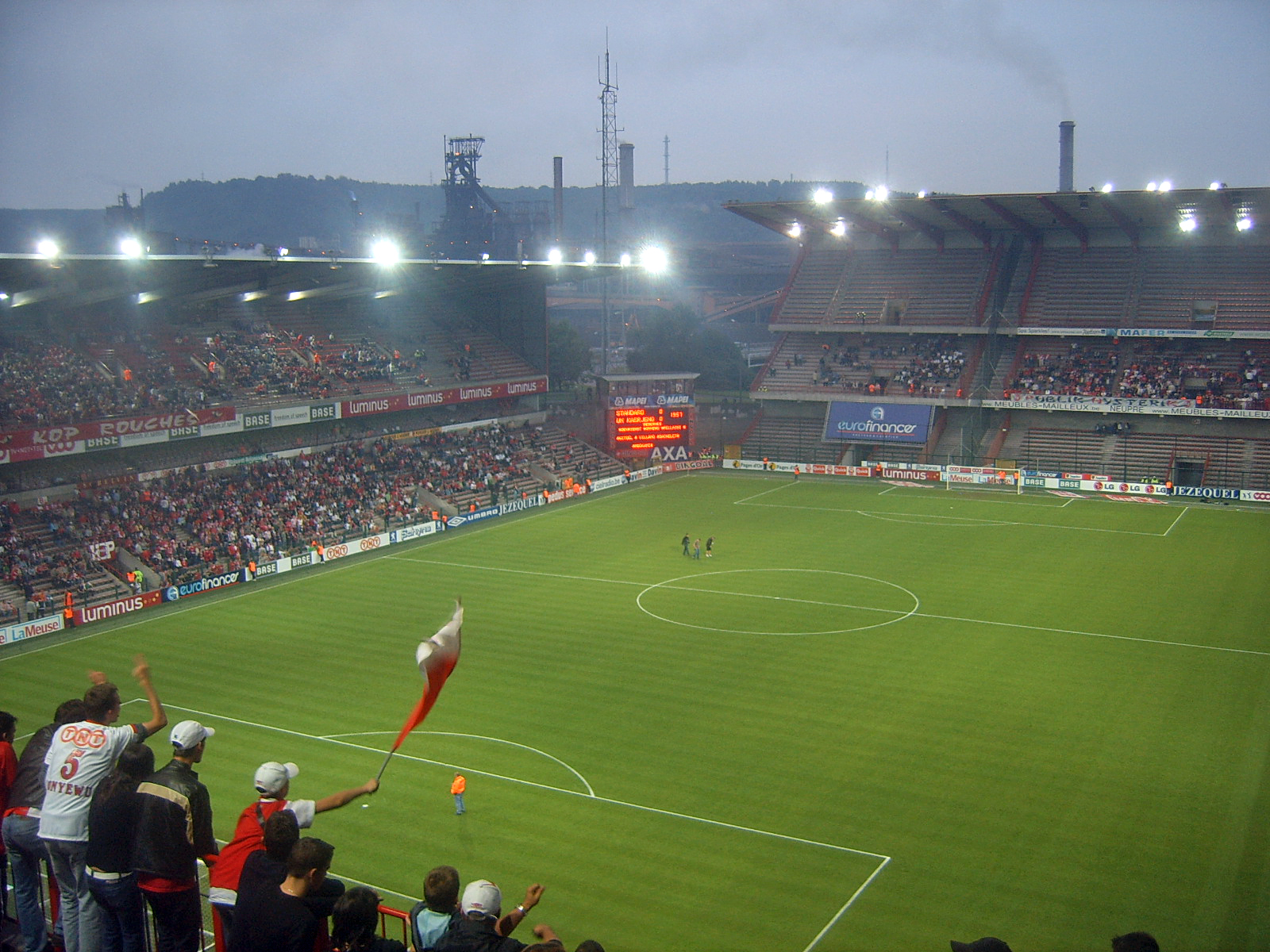
Estadio Maurice Dufrasne durante un partido entre el Standard Lieja y el UN Käerjeng 97

Lieja ha sido ciudad-sede de la Eurocopa 1972 y la de 2000.
| Equipo                | Deporte            | Competición                                   | Estadio                      | Creación |
| --------------------- | ------------------ | --------------------------------------------- | ---------------------------- | -------- |
| Standard de Lieja     | Fútbol             | Primera División de Bélgica                   | Estadio Maurice Dufrasne     | 1898     |
| RFC Lieja             | Fútbol             | Cuarta División de Bélgica                    | Stade du Pairay              | 1892     |
| Belgacom Liege Basket | Baloncesto         | Ligue Ethias                                  | Country Hall Ethias de Lieja | 1967     |
| Bulldogs de Lieja     | Hockey sobre hielo | Belgian Hockey League                         | Patinoire de Coronmeuse      | ?        |
| RFC Liégeois Rugby    | Rugby              | Campeonato Belga de segunda división de Rugby | Naimette-Xhovémont           | ?        |

En cuanto a eventos deportivos destaca por encima de todos, la Lieja-Bastoña-Lieja una de las pruebas ciclistas más antiguas, datando su primera edición de 1892 (de ahí el sobrenombre de La Doyenne -La Decana-) . Es una de las cinco pruebas ciclista llamadas "Monumentos", junto a la Milán-San Remo, el Tour de Flandes, la París-Roubaix y el Giro de Lombardía. Así mismo, forma parte del tríptico de Clásicas de las Ardenas.

## Ciudades hermanadas y cooperación internacional
La ciudad de Lieja está hermanada con varias ciudades del mundo:
- Nancy (Francia) desde 1954
- Maastricht (Países Bajos) desde 1955
- Aquisgrán (Alemania) desde 1955
- Róterdam (Países Bajos) desde 1958
- Turín (Italia) desde 1958
- Colonia (Alemania) desde 1958
- Esch-sur-Alzette (Luxemburgo) desde 1958
- Lille (Francia) desde 1958
- Volgogrado (Rusia) desde 1959
- Lubumbashi (República Democrática del Congo) desde 1961
- Pilsen (República Checa) desde 1965
- Oporto (Portugal) desde 1977
- Cracovia (Polonia) desde 1978
- Saint-Louis (Senegal) desde 1980
- Tánger (Marruecos) desde 2006

Está también en cooperación y amistad con:
- Quebec (Canadá) desde 2002.